# Volîțea-Derevleanska, Busk
Volîțea-Derevleanska (în ucraineană Волиця-Деревлянська) este un sat în comuna Sokolea din raionul Busk, regiunea Liov, Ucraina.

## Demografie
Componența lingvistică a localității Volîțea-Derevleanska
     Ucraineană (100%)
Conform recensământului din 2001, toată populația localității Volîțea-Derevleanska era vorbitoare de ucraineană (100%).